# Hamish McKenzie
Hamish McKenzie (ur. 13 września 2004) – australijski kolarz szosowy.

## Osiągnięcia
Opracowano na podstawie:
2022
- 1. miejsce w mistrzostwach Australii juniorów (jazda indywidualna na czas)
- 2. miejsce w mistrzostwach świata juniorów (jazda indywidualna na czas)